# 6482 Steiermark
6482 Steiermark è un asteroide della fascia principale. Scoperto nel 1989, presenta un'orbita caratterizzata da un semiasse maggiore pari a 3,1766575 UA e da un'eccentricità di 0,1164169, inclinata di 0,55684° rispetto all'eclittica.
L'asteroide è dedicato alla regione austriaca della Stiria, (Steiermark in tedesco).